# Недостатъчно проучен вид
Недостатъчно проучен вид (на английски: Data Deficient, DD) е този, за който Международният съюз за опазване на природата (IUCN) няма достатъчна информация за правилна оценка на състоянието на опазване. Това не означава непременно, че видът не е проучен подробно, а че има малко или никаква информация за изобилието и разпространението на вида.